# 田中智子 (サッカー選手)
田中 智子 （たなか ともこ、2001年7月16日 - ）は、大阪府八尾市出身の女子サッカー選手。セレッソ大阪ヤンマーレディース所属。ポジションはフォワード。セレッソ大阪堺レディース（現セレッソ大阪ヤンマーレディース）5期生。

## 来歴

### ユース
中学入学と共にJリーグクラブセレッソ大阪の女子チーム、セレッソ大阪堺レディースの下部組織であるセレッソ大阪堺ガールズに入団。後にU-16、U-17日本女子代表に選出された。
2016年、下部組織選手としてセレッソ大阪堺レディースに登録。

### シニア
2018年、セレッソ大阪堺レディースに入団。
2020年、ベンチ外が多く、公式戦2試合に途中出場した。
2021年、田中に関して竹花友也監督は「自覚が出てきた。トレーニングが始まってから、まったく別人のようにやっているのでスタッフ一同驚いています。今年は頑張ると思いますよ」とシーズン前に話した。主にツートップを組んだ岩本まりのと共に、ハイプレスや得点に絡むプレーを見せリーグ戦全22試合出場4得点5アシストを記録した。

## 個人成績

### クラブ
| クラブ                         | シーズン | リーグ      | 背番号 | リーグ戦 | リーグ戦 | カップ戦 | カップ戦 | リーグ杯 | リーグ杯 | AFC  | AFC  | 合計 | 合計 |
| クラブ                         | シーズン | リーグ      | 背番号 | 出場     | 得点     | 出場     | 得点     | 出場     | 得点     | 出場 | 得点 | 出場 | 得点 |
| ------------------------------ | -------- | ----------- | ------ | -------- | -------- | -------- | -------- | -------- | -------- | ---- | ---- | ---- | ---- |
| セレッソ大阪堺レディース       | 2016     | なでしこ2部 | 33     | 4        | 0        | 0        | 0        | 1        | 0        | —    | —    | 5    | 0    |
| セレッソ大阪堺レディース       | 2017     | なでしこ2部 | 24     | 6        | 2        | 2        | 0        | 6        | 0        | —    | —    | 14   | 2    |
| セレッソ大阪堺レディース       | 2018     | なでしこ1部 | 16     | 12       | 1        | 1        | 0        | 8        | 0        | —    | —    | 21   | 1    |
| セレッソ大阪堺レディース       | 2019     | なでしこ2部 | 16     | 11       | 2        | 0        | 0        | 2        | 1        | -    | -    | 13   | 3    |
| セレッソ大阪堺レディース       | 2020     | なでしこ1部 | 16     | 2        | 0        | 0        | 0        | —        | —        | —    | —    | 2    | 0    |
| セレッソ大阪堺レディース       | 2021     | なでしこ1部 | 8      | 22       | 4        | 5        | 0        | —        | —        | —    | —    | 27   | 4    |
| セレッソ大阪堺レディース       | 2022     | なでしこ1部 | 8      | 19       | 4        | 3        | 0        | —        | —        | —    | —    | 22   | 4    |
| セレッソ大阪ヤンマーレディース | 2023-24  | WE          | 8      | 21       | 2        | 0        | 0        | 5        | 0        | -    | -    | 26   | 2    |
| セレッソ大阪ヤンマーレディース | 2024-25  | WE          | 8      | 19       | 2        | 0        | 0        | 6        | 0        | -    | -    | 25   | 2    |
| セレッソ大阪ヤンマーレディース | 2025/26  | WE          | 8      |          |          |          |          |          |          | -    | -    |      |      |
| セレッソ大阪ヤンマーレディース | 通算     | 通算        | 通算   | 116      | 17       | 11       | 0        | 28       | 1        | 0    | 0    | 155  | 18   |
| 通算                           | 日本     | 日本        | 1部    | 54       | 5        | 1        | 0        | 19       | 0        | 0    | 0    | 74   | 5    |
| 通算                           | 日本     | 日本        | 2部    | 62       | 12       | 10       | 0        | 9        | 1        | 0    | 0    | 81   | 13   |
| 総通算                         | 総通算   | 総通算      | 総通算 | 116      | 17       | 11       | 0        | 28       | 1        | 0    | 0    | 155  | 18   |

1. ↑  セレッソ大阪堺ガールズの出場記録を含まない

- 日本女子サッカーリーグ
  - 初出場 - 2016年9月25日 なでしこリーグ2部 第15節 FC吉備国際大学Charme戦 (倉敷運動公園陸上競技場)[6]
  - 初得点 - 2017年4月23日 なでしこリーグ2部 第5節 コノミヤ・スペランツァ大阪高槻戦 (J-GREEN堺S1メインフィールド)[6]

- WEリーグ
  - 初出場 - 2023年11月12日 第1節 ジェフ千葉レディース戦 (ヨドコウ桜スタジアム)[7]
  - 初得点 - 2024年3月16日 第10節 日テレ・東京ベレーザ戦 (味の素フィールド西が丘)[7]

## タイトル

### クラブ
- セレッソ大阪堺ガールズ
  - 関西女子サッカーリーグ1部: 3回 (2015年、2016年、2017年)
  - JFA 全日本U-18女子サッカー選手権大会: 1回 (2016年)
  - JFA 全日本U-15女子サッカー選手権大会: 1回 (2015年)

- セレッソ大阪堺レディース
  - なでしこリーグカップ2部: 2回 (2017年、2019年)